# Escola de Barbizon

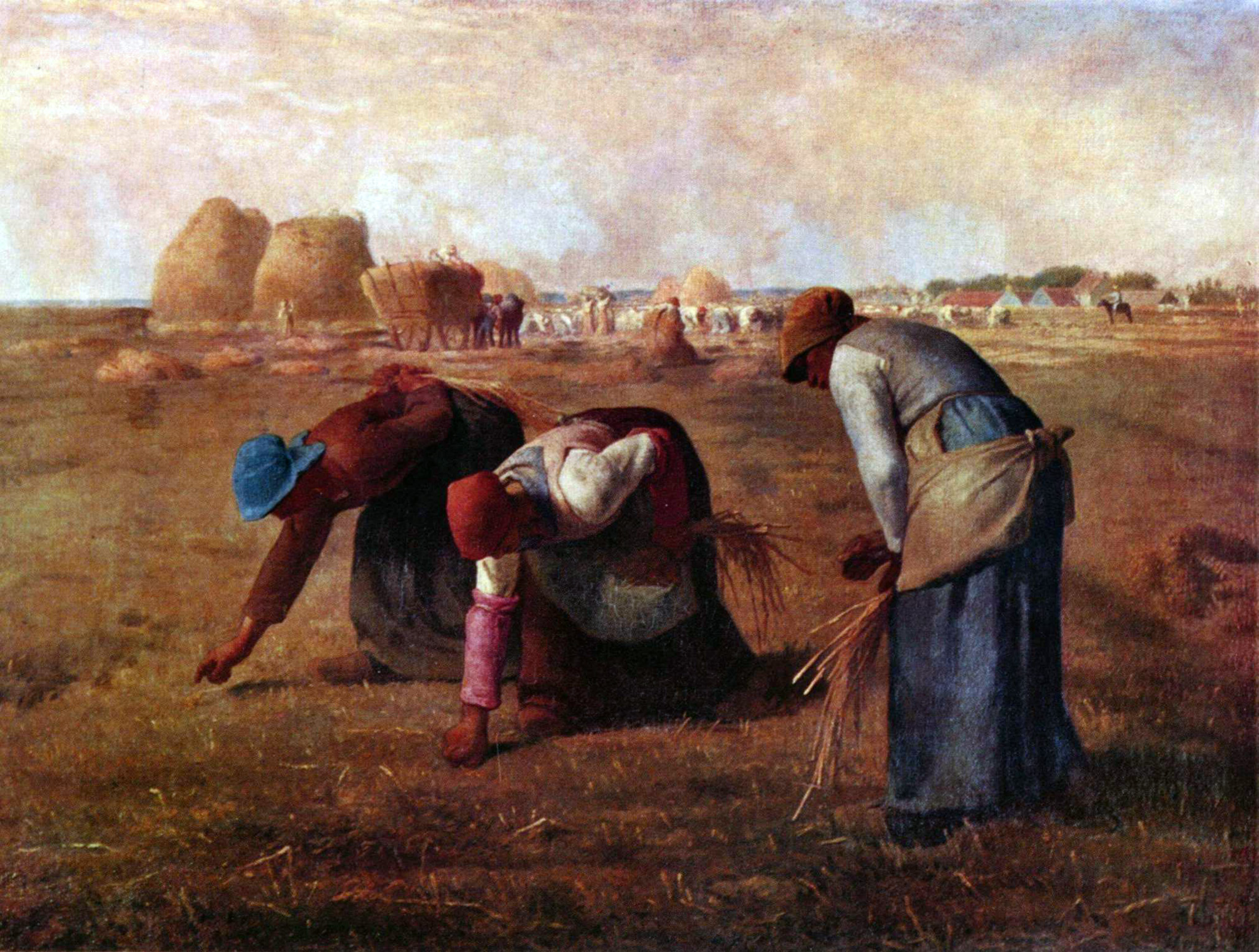
Les espigoladores, Jean-François Millet (1857), Museu d'Orsay, París

L'escola de Barbizon de pintura (aprox. 1830-1870) està integrada pel conjunt de pintors francesos que es van reunir a l'entorn del poble de Barbizon, proper al bosc de Fontainebleau, on els artistes d'aquest cercle van arribar a establir-se. El fet que els pintors de Barbizon deixessin París per refugiar-se en un petit poble ja és una actitud d'oberta oposició al sistema vigent, no sols en l'àmbit plàstic, sinó també en l'ordre social. Els pintors de Barbizon van formar part del realisme pictòric francès, que va sorgir en reacció al romanticisme més formalista de Géricault o Delacroix.

## Orígens i fundació
Al principi del segle xix, els criteris artístics giraven al voltant de la tradició neoclàssica, seguint el pintor Jacques-Louis David. Al marge d'aquest academicisme, el romanticisme formalitzat per Géricault, Bonington o Delacroix creixia.
El 1824, el Saló de París va exhibir una exposició de John Constable. Les seves escenes rurals van influenciar alguns artistes joves, i això va fer que abandonessin el formalisme i l'academicisme per buscar la inspiració directament en la natura.
Les escenes naturals van ser el tema més recurrent, com a element protagonista de la seva pintura, i no pas com a mer teló de fons de fets dramàtics o escenes mitològiques. Durant les revolucions burgeses del 1848, un grup d'artistes va començar a reunir-se al poble de Barbizon per seguir les idees de Constable sobre pintura i el naturalisme.
Els integrants fundadors de l'escola de Barbizon van ser Théodore Rousseau, Jean-Baptiste Camille Corot, Jean-François Millet i Charles-François Daubigny. Altres membres van ser-ne Jules Dupré, Narcisse-Virgile Díaz de la Peña, Henri Harpignies, Félix Ziem, Alexandre DeFaux, Constant Troyon i Jules Jacques Veyrassat.

## Estil de Barbizon

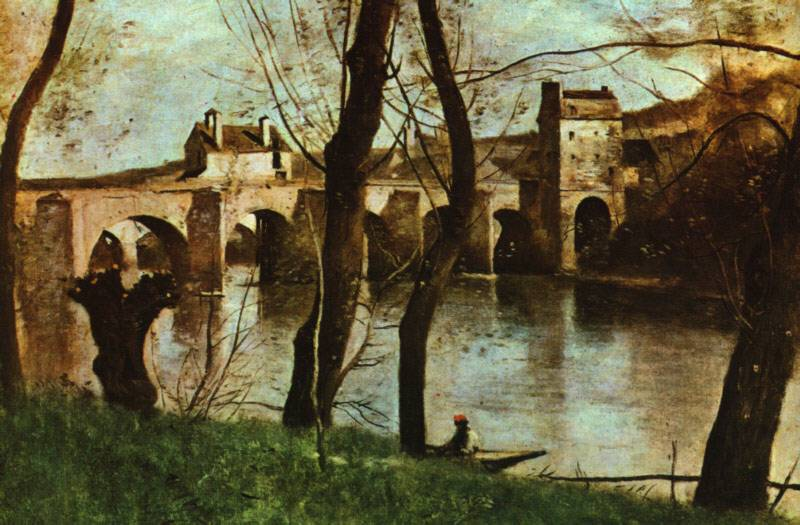
El pont de Mantes, obra de Corot (1868-70), Museu del Louvre

Els pintors de l'escola de Barbizon mantenen un estil realista, però d'entonació lleugerament romàntica, que es caracteritza per la seva especialització gairebé exclusiva en el paisatge i l'estudi directe del natural. Això influirà la resta de la pintura francesa del segle xix, especialment l'impressionisme. Usualment prendran els seus apunts a l'aire lliure per realitzar les obres definitives a l'estudi.
Van renunciar a l'estampa pintoresca de la vida campestre i es van llançar a analitzar d'una manera gairebé escrupolosa la natura. Aquesta observació del natural produeix efectes sentimentals en l'ànima del pintor, per la qual cosa els seus paisatges adquireixen una qualitat dramàtica bastant perceptible.

## Millet, més enllà de Barbizon
Un d'ells, Millet, va anar més enllà de la idea originària i va incloure figures en els seus paisatges per mostrar estampes de la vida camperola i del treball al camp. Per a ell era més important l'ésser humà que no pas l'escenari natural. Un exemple d'això el tenim en el quadre Les espigoladores, en què el mestre francès plasma una escena de la collita del blat. A diferència d'altres escenes del realisme, en aquesta aparentment no hi ha dramatisme ni intenció de denúncia social, sinó, simplement, la constatació de la realitat.

## Curiositats
- Tan units a aquest lloc van estar aquests pintors que Rousseau (1867) i Millet (1875) hi van morir.
- La novel·la de Jules i Edmond de Goncourt titulada Manette Salomon (1867) tracta sobre la vida d'aquests pintors.